# Hawise Normanska
Hawise Normanska (engl. Hawise of Normandy) († 21. veljače 1034.) bila je normanska plemkinja, grofica Rennesa, vojvotkinja supruga Bretanje i regentica za svog sina.
Hawise je bila kći Rikarda I. Normanskog i njegove žene Gunnor, a udala se za bretonskog vojvodu Gotfrida I., dok je Hawisein brat postao muž Judite Bretonske. Gotfrid i Hawise imali su djecu:
- Alan III. Bretonski[1]
- Odo, grof Penthièvrea
- Adela,[2] časna sestra